# Divina Providência

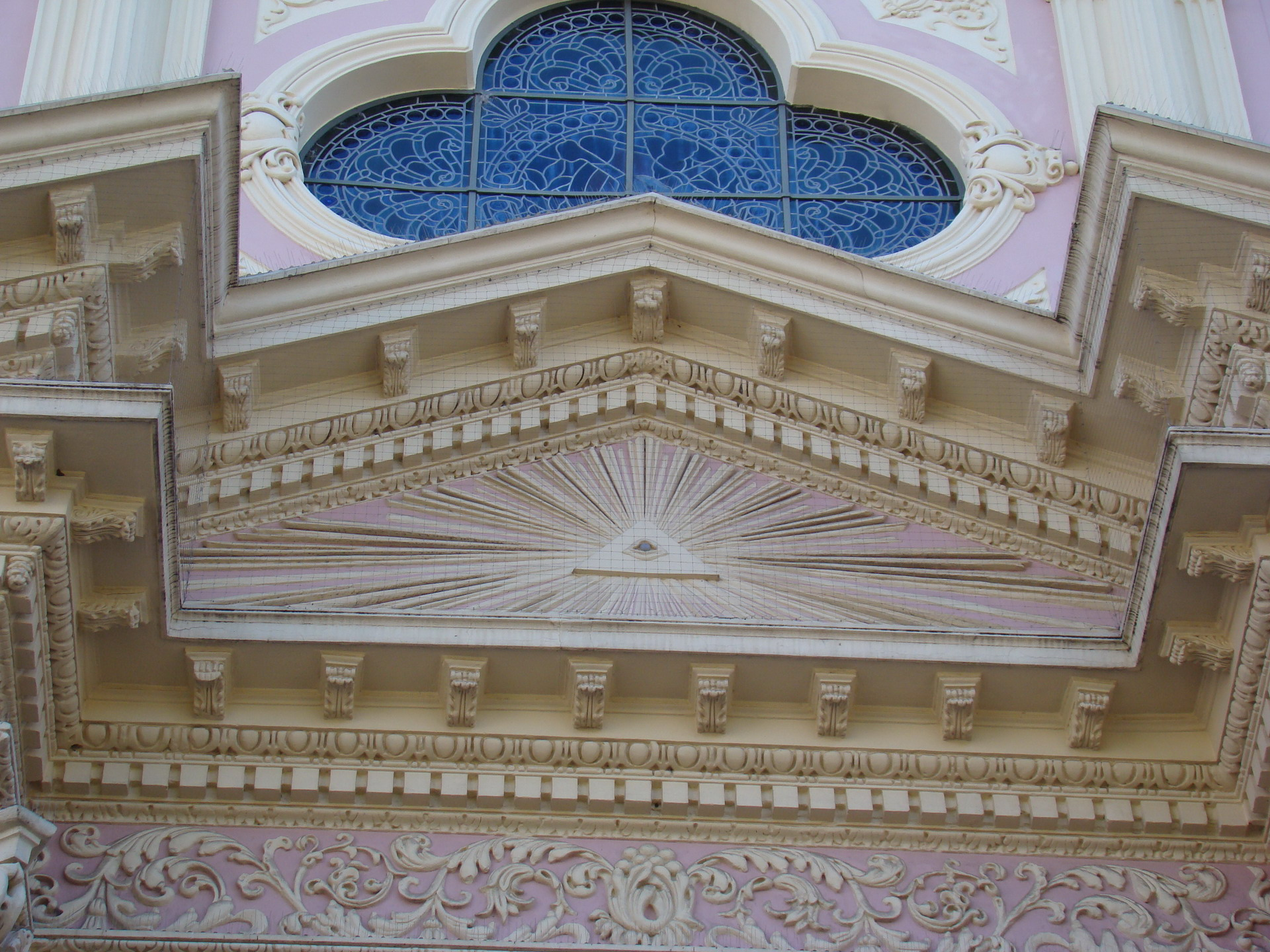
Olho da Providência, catedral de Salta, Argentina

A Providência designa a ação no mundo de uma vontade externa (não humana, transcendente), levando os eventos a um fim. Referida como providência divina é um termo teológico que se refere a um poder supremo, superintendência, ou agência de Deus ou alguma divindade sobre eventos. A ideia é, portanto, diametralmente oposta à do acaso e, em certo sentido, à da fatalidade.
Durante a Antiguidade, os debates filosóficos opuseram os epicuristas, segundo os quais a origem e a evolução do universo são precisamente apenas uma questão de sorte, aos estoicos (fatum stoicum) e certos (neo)platonistas, para os quais — pelo contrário — elas resultam da vontade de um demiurgo (Criador) ou mesmo da ação da natureza, de acordo com leis que são próprias a ela.
Considerada "divina" ou "natural", a ideia de providência se relaciona, portanto, a uma concepção do mundo metafísica, causalista e teleológica.

## Evolução do conceito de Providência através da história

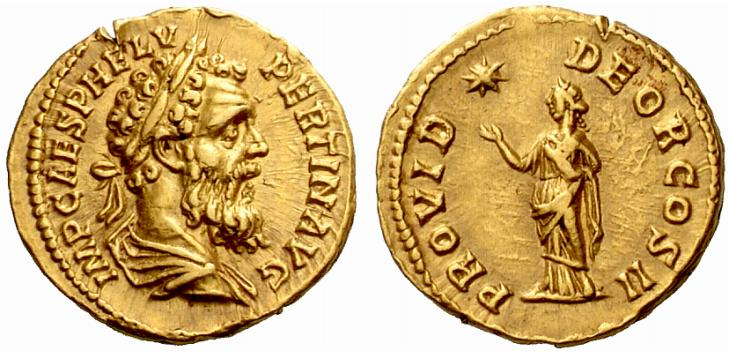
Áureo romano do século II mostrando, à esquerda, o retrato do imperador Pertinax; à direita, uma figura feminina simbolizando a Providência.

Conceitos de providência já eram implícitos em politeísmos como os do Oriente Próximo, por exemplo em literaturas sapienciais e hinos do Antigo Egito e Mesopotâmia: aos diversos deuses pressupunham funções próprias de governança em guiar a nação através de poderes e ações de ordem e benevolência para os homens, provendo chuvas, fartura, saúde, retribuição, justiça, vitória, etc. Essa noção de intervenção divina foi desenvolvida também na interpretação da mitologia grega e está presente nos textos sagrados hindus, como num hino a Agni: 
"todas as boas coisas semeastes a ele, ó Auspicioso! Agni, tu és nossa Providência e pai." Rig Veda, Hino XXXI:9-10
No confucionismo, Tian é um conceito de divindade celeste suprema que ordena o Mandato do Céu e estabelece um caminho providencial. Em algumas linhagens do budismo, principalmente a Maaiana e o budismo tibetano, há a noção do Buda Primordial cósmico, que manifesta sua compaixão em favor da iluminação de todos os seres no universo: 
"A numerosa produção de concessões de desejos do Buda é inconcebível. Uma chuva de joias que beneficia os seres vivos preenche todo o espaço. Os seres vivos se beneficiam de acordo com sua capacidade de compreender.” Uisang (625-702)
"O Buda, o pai compassivo, engenhou vários veículos de ensinamentos budistas para guiar os seres à realização da sabedoria abrangente" Kūkai (774-835)
No judaísmo, a providência divina (em hebraico, hashgacha) faz parte da sua vivência essencial de religião, em todas as suas escrituras sagradas é descrita a participação imediata de Yhwh desde o Gênesis, na condução da humanidade, e do povo hebreu no Pentateuco, aos livros históricos, Salmos, Provérbios e profetas; a transmissão rabínica registrou comentários e ditos de mestres judeus, como os na Mishná: "Saiba o que está acima de você — um olho que vê, um ouvido que escuta e todas as suas ações escritas em um livro" e "ninguém levanta um dedo aqui embaixo, a menos que seja ordenado acima". Fílon de Alexandria foi um dos primeiros que investigou a teologia da Providência nas escrituras e a sistematizou sob a filosofia helenística e influência do platonismo, abordando o aspecto da imanência de Deus na criação e investigando o tema em uma de suas próprias obras, De Providentia (Da Providência). A tradição judaica e a filosofia grega serviram de influências para os fundamentos religiosos e filosóficos subsequentes das tradições abraâmicas; para outros desenvolvimentos da filosofia pelos judeus, ver Providência divina no judaísmo.
O cristianismo retoma a ideia da Providência divina: um dos versos do Pai Nosso é "que seja feita a vossa vontade, assim na Terra como no Céu" e, bem no começo da Idade Média, os Padres da Igreja desenvolveram uma teologia inteiramente centrada nessa ideia, destacando-se Eusébio de Cesareia, que preservou os escritos de Fílon de Alexandria, e a expansão do estudo sobre a providência continuada por Teodoreto de Ciro, que na obra Da Divina Providência elabora demonstrações sobre o cuidado de Deus nos movimentos do céu, das estações e de outros fenômenos da natureza, além do equilíbrio nas sociedades. Mas, no final deste período, com crescente interesse filosófico e teológico, o destaque é posto na reciprocidade entre a ação da providência (divina) e o livre-arbítrio (humano).

No islamismo, seguindo a tradição monoteísta diversas passagens do Corão destacam a ação de Alá na manutenção da harmonia do universo, com afirmações de que toda a Criação reflete Sua presença através de sinais, além de narrativas da intervenção de anjos e da condução divina no desenvolvimento da civilização e nas revelações ao profeta Maomé. A teologia islâmica dos séculos iniciais debateu a questão do livre-arbítrio e determinismo, com diferentes visões em suas escolas de pensamento, e a causação divina esteve estreitamente relacionada à ordem natural na ciência e filosofia islâmica. Destaca-se a discussão do tema por Avicena, que define:
A providência consiste em o Primeiro conhecer em Sua essência a existência da ordem do bem, sendo em Sua essência uma causa de bondade e perfeição, de acordo com o que é possível ... Ele assim conhece a ordem do bem da maneira mais alta possível, pela qual aquilo que Ele sabe ... transborda Dele, dentro do reino da contingência,  da maneira que é mais perfeita em ser conducente à ordem. Este é, então, o significado da providência (Comentário à Metafísica IX.6)
Ibn Arabi, no sufismo, define que a capacidade interna de os seres afetarem as coisas existentes está sempre de acordo com o decreto providencial divino.
Durante o período seguinte, a Renascença (séculos XV-XVI) emerge uma concepção do mundo humanista, onde o livre-arbítrio gradualmente assume a ascensão, junto com a retomada do neoplatonismo.
No início do século XVII, dois filósofos, o inglês Francis Bacon e o francês René Descartes lançam os fundamentos teóricos do que mais tarde será chamado de "progresso". Esta é frequentemente considerada como a versão secularizada da providência, desde o final do século XVIII ("Iluminismo") e, especialmente, o início do século XIX, data em que a palavra "progresso" entra na linguagem comum, com a consolidação da ciência moderna como condutora, enquanto a palavra "providência" passou a ser mais utilizada nos círculos eclesiásticos e religiosos e onde a concepção de mundo dominante é a filosofia da história. Considerou-se então que os homens lideram seu próprio destino e que a crença de Deus, se não for contestada (ateísmo), não passa de uma simples opção.
Se a modernidade e mais especificamente o secularismo removeram a palavra "providência" da linguagem cotidiana, a ideia não desapareceu completamente. Na França, por exemplo, encontra-se o olho da providência no topo da Declaração dos Direitos do Homem e do Cidadão (1789), bem como na nota de 1 dólar, e no século XIX é cunhada a expressão "Estado-providência" para designar a ideia (criticada por mentes liberais) de que o estado moderno é levado a desempenhar com os cidadãos um papel comparável ao que anteriormente era atribuído à providência: suprir suas necessidades básicas.

### Origem e etimologia da palavra
A palavra vem do latim providentia, que significa "previsão" e é um neologismo criado por Cícero, pro- "frente" e videre "ver", e conforme ele explica em seu De Natura Deorum 2.74: "'providência' é uma expressão elíptica ... quando falamos do mundo como governado pela providência, deve-se entender as palavras 'dos deuses' e deve-se conceber que a sentença inteira e completa seria 'o mundo é governado pela providência dos deuses".

### Heródoto e a Providência
O historiador grego Heródoto (484-420 a. C.) foi o primeiro autor grego a usar a palavra providência (pronoia, pro + nous - mente, pensar antes, antevisão; inclui significado de prudência e previdência) em um sentido religioso, explicando que a providência divina é a fonte de sabedoria que mantém a natureza em estado de equilíbrio e impede que um tipo de criatura domine sobre todas as outras.

### Xenofonte e Sócrates
Xenofonte (430-355 a. C.) relata que Sócrates disse que aqueles que não veem nenhuma providência divina (em um certo número de eventos da vida) e que os fazem depender da inteligência humana, são loucos. Na conversa com Aristodemo, Sócrates pretende demonstrar a existência da providência divina.

### Platão (428-348 a. C.)
Nos textos platônicos, a palavra grega "pronoia" é muito rara: só é encontrada em três diálogos, o Fedro, o Timeu e as Leis, e normalmente (é o caso, em particular, do livro IX das Leis) no sentido jurídico de "premeditação": existem, de fato, apenas duas passagens de Timeu (30c1, 44c7) em que essa palavra significa propriamente "providência". Mas isso não implica que a noção de providência divina seja, na filosofia de Platão, um elemento marginal. De fato, a providência está em pleno funcionamento no Livro X das Leis, sem que a palavra pronoia seja mencionada. O conceito de providência divina (bem como de inteligência divina) ocupa na filosofia de Platão um lugar completamente central, na medida em que é somente recorrendo a esse conceito que Platão pode resolver adequadamente o problema das causas de geração e corrupção colocadas nas últimas páginas de Fédon: a teoria da providência esboçada em Timeu e nas Leis é, portanto, o complemento necessário a um curso que, no Fédon, havia permanecido essencialmente inacabado.
Tomás de Aquino relata dos ditos de Gregório de Nissa que Platão distinguiu uma tripla providência: a primeira, a do Deus soberano, que tem como objeto primeiro e principal as essências, isto é, todos os seres espirituais e inteligíveis, e que, consequentemente, se estende ao mundo inteiro pelos gêneros e espécies e pelas causas universais constituídas pelos corpos celestes. A segunda, que provê cada um dos animais, plantas e outros seres, sujeitos à geração e corrupção, sob esse mesmo aspecto de geração, corrupção e outras mudanças. Platão atribui essa providência "aos deuses que percorrem o céu" (segundo o conceito antigo de mundo sublunar, onde ocorrem as mudanças devido à variação dos astros e estações). A terceira providência tem como campo aquele que se relaciona com a vida humana. Ele a atribui "a alguns demônios (daimôn) residentes na terra" que, segundo ele, são "os guardiões das ações humanas". No entanto, para Platão, a segunda e a terceira dessas providências dependem da primeira, "o Deus soberano tendo ele mesmo estabelecido esses provedores do segundo e terceiro grau".

### Plutarco
Plutarco (45-120) aborda a Providência em particular no "De sera numinis vindicta", em que Plutarco discute a questão da providência divina associada à justiça.

### Origens estoicas e neoplatônicas do conceito de Providência

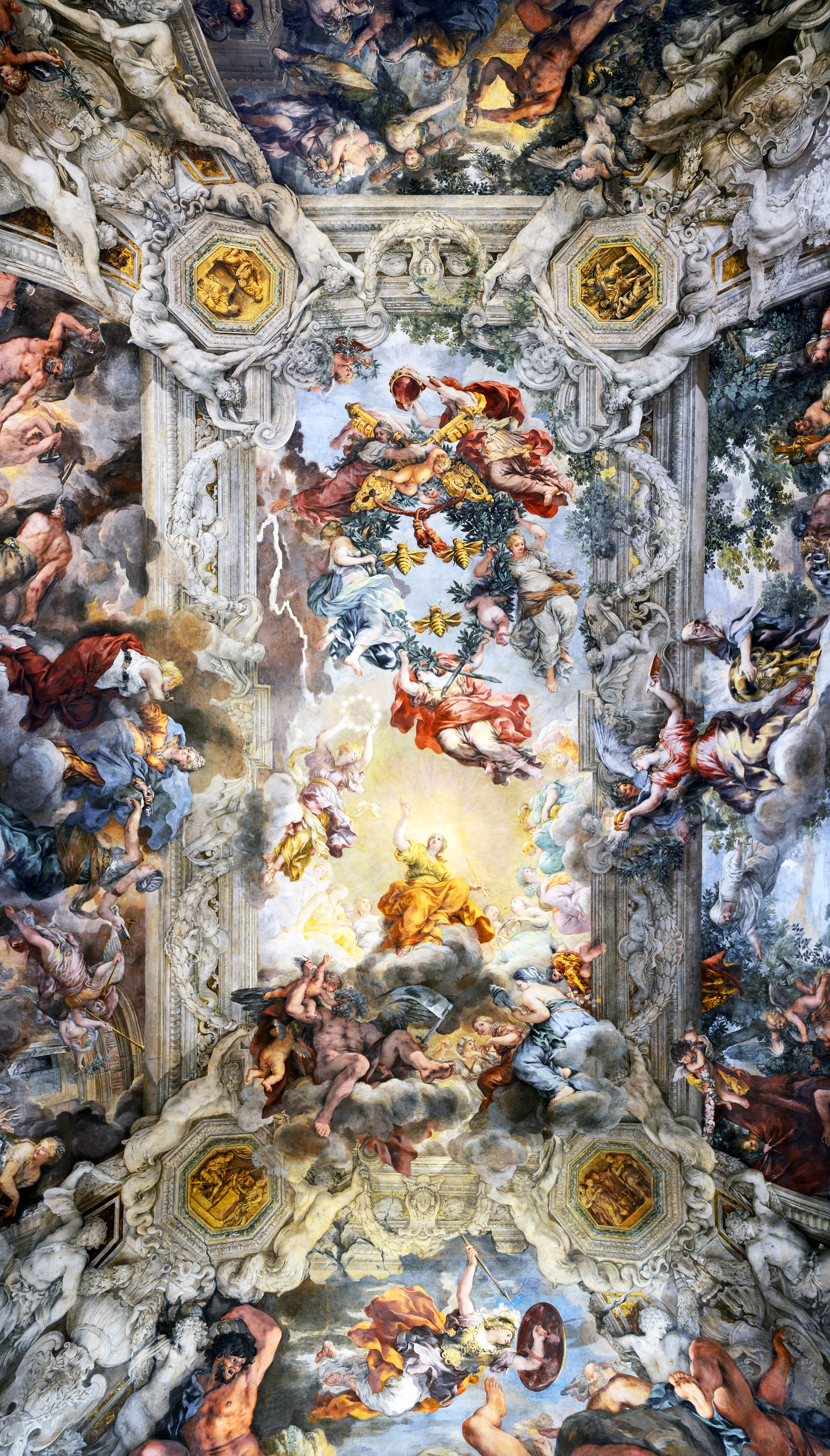
Alegoria da Divina Providência, afresco do Palácio Barberini por Pietro de Cortona

Os estoicos foram um dos primeiros a conceber sistematicamente a providência, um tema explicitamente presente em muitos tratados. Dois tipos principais de argumentos são usados pelos estoicos: antes de tudo, Deus é definido como sendo um ser racional cuja razão é providencialmente exercida no mundo; então a natureza é definida como o processo de arte e método para a geração e conservação do mundo. Entre os estoicos, os termos Natureza, Deus ou Razão são sinônimos e confundidos em uma abordagem panteísta e determinística (fatum stoicum) do Universo (chamada Cosmos).
Cleantes de Assos, poeta e filósofo grego (por volta de 300 a. C.), sucessor de Zenão de Cítio, em seu Hino a Zeus, glorifica esse Deus como quem dirige o mundo e a humanidade com benevolência e clarividência.
Dispensador de todos os bens, Rei dos raios e trovões,
Salve os homens do perigo e deixe que sua bondade os ilumine,
Que o dia esteja em suas almas e brilhe em seus olhos
Sua lei, essa lei imutável, é a razão dos mortais e deuses.
Crísipo de Solos (280-206 a. C.), sucessor de Cleantes e segundo fundador do estoicismo depois de Zenão, mantém em suas obras filosóficas que tudo é pré-ordenado e previsível pela Providência, que destino e providência têm uma certa semelhança. Em contraste com a chance fortuita dos epicuristas, Crísipo defende a lei eterna do destino, a cadeia natural de todas as coisas, que pelas leis eternas derivam umas das outras e estão determinadas a existir dessa maneira, de acordo com o julgamento irrevogável da necessidade. A liberdade humana é, no entanto, preservada porque, mesmo que tudo o que acontece pelo destino seja inevitável, logicamente o oposto poderia facilmente ter acontecido. Depois de Crísipo, os estoicos continuam a defender a Providência, mas em um sentido mais fatalista que destrói parcialmente seu significado original, uma vez que a ação benéfica dos deuses é implantada de acordo com leis imutáveis e necessárias.
Epicuro (300-400 a. C.) desafia a noção estoica de providência. Em contraste com os estoicos, os epicuristas desenvolvem o acaso a partir de sua concepção atomista do universo, que não reconhece a necessidade da providência para mantê-lo no lugar. O romano Lucrécio, evocando o clinâmen, define o acaso como um desvio puramente aleatório de um átomo que permite criar um mundo.
Cícero (106-43 a. C.) transcreve o termo grego pronoia em um neologismo latino providentia. Ele faz da Providência uma força própria, que de acordo com os estoicos governa o mundo, e que eles também denominam Deus, Necessidade ou Fortuna.
Sêneca (4 a.C.-65) nas primeiras linhas de seu tratado sobre a Providência assegura que ele possa demonstrar que esta Providência preside todas as coisas e que um Deus habita em nosso meio. Sêneca tenta justificar o mal na organização providencial do mundo, a fim de responder às críticas de epicuristas e acadêmicos. A Providência deriva da ordem do universo, e mantém esse universo no lugar sem apelar para um Deus que ordena todas as coisas. O sábio estoico quer contribuir para a ordem do mundo. Os estoicos não aceitam que o mundo seja governado por um destino cego. Eles pensam que tudo acontece de acordo com um plano divino benevolente que eles chamam de providência.
O imperador estoico Marco Aurélio (121-180) discute em seus Pensamentos a existência ou não de uma divindade superior. Ou o universo e a história resultam do desígnio de um Deus providencial, como os estoicos e neoplatonistas acreditam, ou são o resultado de átomos em colisão aleatória, como pensavam os epicuristas. Sua compreensão da física estoica é insuficiente, então ele deixa em aberto a possibilidade da física epicurista atômica. Da doutrina estoica da providência, Marco Aurélio conclui que apenas a distinção entre vício e virtude é importante aos olhos da providência, pois que a fortuna, a saúde e a reputação estando presentes indiscriminadamente nos virtuosos e nos viciosos, elas não podem ser consideradas boas, porque isso seria contrário à ação da Providência.
O platonista Macróbio (370-430 a. C.) fala de um templo na ilha de Delos dedicado à Minerva Pronoéa. Este epíteto indica uma qualidade inerente à sabedoria da deusa. A providência tornou-se, para os romanos, uma divindade frequentemente representada associada aos deuses (Providentia Deorum) ou aos imperadores, por exemplo, Providentia Augusti. As moedas geralmente representavam a Providência na forma de uma mulher em pé, apoiada sobre uma coluna e com um globo aos pés.
Foi apenas mais tarde que certos filósofos como Boécio procuraram reunir providência e destino. Fílon de Alexandria (12 a. C. - 54), e os Padres da Igreja Minúcio Félix (séculos II-III) e Lactâncio (240-325) explicarão os intercâmbios intensos entre epicuristas, acadêmicos e estoicos sobre a providência. Assim, Lactâncio fala sobre os epicuristas: 
Pois se Deus não faz bem a ninguém e nunca recompensa os serviços prestados a Ele, o que há de tão inútil, tão ridículo e tão extravagante quanto construir templos, oferecer sacrifícios e usar sua propriedade em despesas das quais nenhum fruto pode ser extraído? Mas, dir-se-á, devemos render honra a uma natureza tão excelente. Que honra devemos a um Deus que não se importa e que não mostra ressentimento? Que obrigação podemos ter para respeitar um Deus com quem não temos hábito? «Se Deus, disse Cícero, é feito de tal maneira que ele não tem ternura nem inclinação para nos fazer o bem, ele parece a nós ser conforme lhe apraz. Pois por que desejaríamos que ele seja favorável a nós, uma vez que não pode ser assim a ninguém?» Poderíamos falar de Deus com maior desprezo? Porque dizer Dele que Ele é para nós conforme lhe apraz é dizer que ele se retira e se afasta de nós, pois em nada pode nos servir. Se Deus não se preocupa com nada, e se Ele nunca faz o bem a alguém, por que não nos abandonamos a todos os tipos de crimes, quando podemos escondê-los do conhecimento dos homens e do rigor das leis? Se houver apenas justiça humana a temer, façamos nossos negócios quando podemos fazê-lo secretamente, enriqueçamos-nos com os bens dos outros e poupemos para esse fim nem seu sangue nem sua vida.
Proclo de Lícia ou Atenas (412-485) desempenhou um papel crucial na transmissão da filosofia neoplatônica aos estudiosos da Idade Média. Três monografias de Proclo tratam da providência, destino, livre-arbítrio e a origem do mal. Proclo tenta reconciliar o livre-arbítrio humano com a onisciência divina. Proclo, como Jâmblico, responde que o modo de conhecimento não é condicionado pelo objeto conhecido, mas por quem sabe. Os Deuses têm um conhecimento indiviso das coisas divididas, atemporal das coisas temporais. As ideias de Proclo foram retomadas por Boécio. Em seu segundo panfleto sobre providência e destino, Proclo distingue providência de destino da seguinte maneira: a providência é um Deus, enquanto o destino é de natureza divina, como se fosse uma imagem da providência, sem contudo ser um Deus. Por outro lado, o homem tem dois tipos de almas, uma que é a alma racional que pode ser separada do corpo, a outra que é a alma irracional que permanece no corpo. A alma racional está relacionada à providência, a alma irracional ao destino. Finalmente, a terceira distinção introduzida por Proclo é a que diz respeito ao conhecimento e à verdade. Segundo ele, um tipo de conhecimento está associado ao processo geracional, enquanto outro tipo escapa da verdade. Proclo torna assim possível conciliar providência, destino e livre-arbítrio. Enquanto agirmos como indivíduos racionais e determinarmos nossas decisões seguindo princípios baseados na lógica, podemos transcender o determinismo do destino ao qual pertencemos por nossa dimensão corporal.
Essa primeira conceitualização da providência influenciou profundamente a teologia cristã e as teodiceias ulteriores.

### Destino,fatume providência
Herdada do determinismo estoico, a noção de destino, ou mesmo em alguns casos de abandono à Providência, corre o risco de inclinar o homem de um papel dinâmico de agente para um papel passivo de observador, o que não se reflete no pensamento de Agostinho nem de Tomás de Aquino, mas mais no do jansenismo.
Falar em destino pressupõe uma vontade que decide os fins de nossa existência. O destino, portanto, não resulta do acaso, que não ordena os eventos de acordo com um propósito.
Tomás de Aquino vê o destino como "a ordenação de causas secundárias em relação aos efeitos divinamente preparados". Nesse sentido, negar o destino seria negar a providência.
Além das diferenças entre os autores, a Providência designa aquilo que permite que o Criador, transcendente ao mundo, aja no mundo: é o que permite a passagem da transcendência divina para a imanência do mundo. Se para os incrédulos, essa intervenção pode ser realizada por causalidade natural ou por instituições humanas (principalmente o governo), ou mesmo por um milagre, o cristianismo e o judaísmo dão uma responsabilidade fundamental ao homem na realização do propósito divino da Criação.

### Alexandre de Afrodísias (150-215) e Jerônimo de Estridão (347-420)
Cerca de um século depois de Alexandre de Afrodísias (150-215), (Tratado da Providência), que criticou a concepção estoica da articulação de destino e providência, São Jerônimo (347-420) (Comentário sobre Habacuque) retomou uma de suas ideias centrais, esclarecendo que a providência não se estende a todas as coisas: "é um absurdo", diz ele, "estender a majestade de Deus ao ponto em que ele saberia a cada instante quantos mosquitos nascem e quantos morrem. (...). Não devemos nos tornar vãos aduladores de Deus ao ponto de desperdiçar a providência estendendo-a a essas perguntas." Este ponto é debatido: assim, alguns sustentam que a providência divina é exercida em todas as coisas, baseando-se, entre outros, em Mateus 10,29 ("Não se vendem dois passarinhos por um ceitil? E nenhum deles cairá em terra fora da vontade de vosso Pai.").

### Agostinho de Hipona (354-430)
Se a Providência de Deus não preside às coisas humanas, não há necessidade de se lidar com a religião, escreve Santo Agostinho. Agostinho se rebela contra aqueles, em particular os epicuristas, que acreditam que tudo é governado pela ordem das estrelas. Para ele, o determinismo astrológico não é compatível com o livre arbítrio humano. Santo Agostinho faz com que o destino seja absorvido pela Providência divina:
Quanto aos que chamam de destino não o arranjo das estrelas no momento da concepção ou nascimento, mas a sequência e a cadeia de causas que produzem tudo o que acontece no universo, não vou parar para discutir com eles uma palavra, pois basicamente atribuem essa cadeia de causas à vontade e ao poder soberano de um princípio soberano que é o próprio Deus, que é bom e verdadeiro acreditar que ele sabe antecipadamente e ordena tudo, sendo o princípio de todos os poderes sem ser de todas as  vontades. Portanto, é essa vontade de Deus, cujo poder irresistível brilha por toda parte, que eles chamam de destino.

### Nemésio (350-420), Boécio (480-524) e Tomás de Aquino (1224-1274)
Nemésio critica os epicuristas e aqueles que atribuem a existência do universo ao acaso. Nisso, afirma Nemésio, "seus sentimentos estavam de acordo com seus princípios; para quem pensa que este universo é o trabalho inconsciente do acaso, deve, para ser lógico, admitir que toda Providência está ausente do governo das coisas; quem poderia, de fato, cuidar de um mundo que somente o acaso teria formado? É óbvio que, se as coisas se organizaram originalmente sem a ajuda de uma causa inteligente, elas devem ser levadas pela mesma força cega".
Para Boécio, uma das perguntas mais importantes para nós é a da Providência, tema amplamente abordado em seu A Consolação da Filosofia e contrastado com a Fortuna (Sorte ou Destino). Em Boécio, a providência, assimilável ao governo divino do mundo, é, portanto, a razão divina que ordena todas as coisas, enquanto o destino é a mesma ordem que regula em detalhes o desenrolar do plano divino no tempo: 
Esse encadeamento de coisas e eventos, considerado em sua fonte divina, é o que chamamos de Providência; mas se o considerarmos em seu objeto, isto é, nas coisas criadas, que recebem forma e movimento da Providência, é o que os antigos chamavam de Destino. À primeira vista, Providência e Destino parecem ser a mesma coisa, mas em lhes aprofundando, percebemos a diferença; pois a Providência é a própria inteligência soberana, que regula e dirige tudo; e Destino é o arranjo diferente das coisas criadas, pelo qual ela as põe em seu lugar. A Providência de fato abrange todas as coisas deste mundo ao mesmo tempo, por mais diferentes, por mais numerosas que sejam, e o destino está ligado a cada coisa em particular, e diversificado, por assim dizer, tanto quanto as coisas são. pelas diferentes combinações de movimento, modificações, tempos e lugares; de sorte que essa ordem de coisas e tempos reunidas nas ideias de Deus é o que deve ser chamado de Providência; e quando a consideramos dividida e distribuída sucessivamente às criaturas, é isso que tem sido chamado de destino. Essas duas coisas são, portanto, diferentes: uma, no entanto, depende da outra; pois a ordem dos destinos é apenas o efeito da Providência.
Ao contrário da oposição clássica entre providência e destino, os dois podem ser combinados: Tomás de Aquino assim retoma Boécio. A Providência e o Destino seriam então dois lados do mesmo fenômeno, em particular apelando à distinção estoica entre causas perfeitas e principais e causas secundárias.
Deus, por sua providência, governa e rege tudo o que recai sob algum movimento para um fim, movimento corporal ou movimento espiritual, afirma São Tomás de Aquino. Ele define o papel da providência como fornecer a cada criatura o que ela precisa para atingir seu fim e remover obstáculos que possam impedi-la de lá chegar. A Providência abraça um duplo objeto, primeiro a ordem das coisas no pensamento divino e, em seguida, a realização dessa ordem por meios garantidos. É por providência que está prevista a conexão das coisas relativamente ao seu fim e que a execução desta ordem não é entravada, o que constitui o governo.
Em relação à implementação do plano divino, Tomás de Aquino segue, com o conhecimento do século XIII, raciocínio semelhante ao de Boécio (qu. 116):
A ordenança dos efeitos pode ser visualizada de duas maneiras. Primeiro, como é no próprio Deus, e neste caso a ordem dos efeitos é chamada Providência. Segundo, conforme a mesma ordenança é considerada nas causas intermediárias ordenadas por Deus para produzir certos efeitos, ela assume a racionalidade do Destino.
A Providência não é exercida da mesma maneira em seres racionais e animais, de acordo com Tomás. No primeiro caso, combina as questões da graça e do livre-arbítrio. É nesse sentido que o catecismo da Igreja Católica Romana dá a seguinte definição: "A Divina Providência, estas são as disposições pelas quais Deus conduz com sabedoria e ama todas as criaturas até o seu fim último".

### Moisés Maimônides (1135-1204)
Para Maimônides, o Criador não intervém na ordem natural a fim de proteger aqueles que são dignos de seus favores de qualquer ocorrência maligna. Pelo contrário, é quando um homem alcança um grau muito alto de comunhão intelectual com o Criador que ele se refugia dos infortúnios terrestres. Nada está oculto ao olhar do Criador, e a humanidade o faz perder nada de sua onipotência. A providência, por outro lado, é uma consequência necessária do intelecto, pois só poderia emanar de uma mente absolutamente perfeita, e aqueles que são afetados por esse influxo divino também o são igualmente tocados pela providência. Essa posição, diz Maimônides, está em harmonia não apenas com a razão, mas também com textos e tradições judaicas.

### José Albo (1380-1444)
José Albo foi um filósofo judeu que vive na Espanha na primeira parte do século XV. Seu trabalho teórico constitui o famoso Sefer ha-'Ikkarim (Livro de Princípios). Albo explica que a humanidade tem livre-arbítrio básico, uma condição necessária para a possibilidade de recompensa ou punição divina. Albo está na continuidade de Maimônides quando considera que o conhecimento divino difere de maneira muito significativa do conhecimento humano e que, consequentemente, a onisciência divina não é necessariamente incompatível com o livre-arbítrio humano.
Ele lida com o problema do mal e o sofrimento dos justos ou com o sucesso dos cruéis como os desafios teológicos ao conceito de providência. Então ele discute as consequências teológicas da Providência, em particular no que diz respeito à oração ou contrição. Segundo Albo, a oração é muito menos um meio de comunicação entre o ser e a divindade, do que um meio para o crente subir a um nível espiritual mais alto, do qual ele recebe uma constante inspiração divina. Da mesma forma, o arrependimento permite que o indivíduo alcance um nível de espiritualidade mais alto do que aquele em que estava no momento do pecado, um nível no qual a punição não se torna mais necessária.

### Nicolas Malebranche (1638-1715)
É difícil discernir a Providência porque, segundo alguns autores, ela está presente em todos os lugares e em todos os momentos (providentia specialis); outros, pelo contrário, afirmam que ela é exercida apenas a grosso modo geral, sem entrar em detalhes (providentia generalis/ordinaria).
Malebranche, contemporâneo de Descartes, retoma esse debate. A providência de Deus consiste principalmente de duas coisas. A primeira ..., naquilo em que começou, criando o mundo e tudo aquilo que ele contém para mover a matéria ... de uma maneira que haja o mínimo de desordem na natureza e na combinação da natureza com a graça. A segunda, na medida em que Deus remedia por milagres os distúrbios que ocorrem como consequência da simplicidade das leis naturais, desde que, no entanto, a ordem o exija; pois a ordem é uma lei de Deus a qual ele nunca prescinde. Em seu ocasionalismo, Malebranche considera a providência divina como atuante em cada instante, como causa da potência e movimento de todos os seres:
Admito que não devemos recorrer a Deus ou à causa universal quando perguntamos a razão dos efeitos particulares. Porque alguém se ridicularizaria se dissesse, por exemplo, que é Deus quem seca as estradas ou que congela a água dos rios. Deve-se dizer que o ar seca a terra, porque agita e remove com ela a água que a absorve; e que o ar ou a matéria sutil congela o rio no inverno, porque nesse momento cessa de comunicar movimento suficiente às partes das quais a água é composta para torná-la fluida. Em uma palavra, devemos dar, se possível, a causa natural e particular dos efeitos em questão. Mas, como a ação dessas causas consiste apenas na força motriz que as agita, e como essa força motriz é apenas a vontade de Deus, não devemos dizer que elas têm em si mesmas força ou poder para produzir qualquer efeito.

### Providência no catolicismo

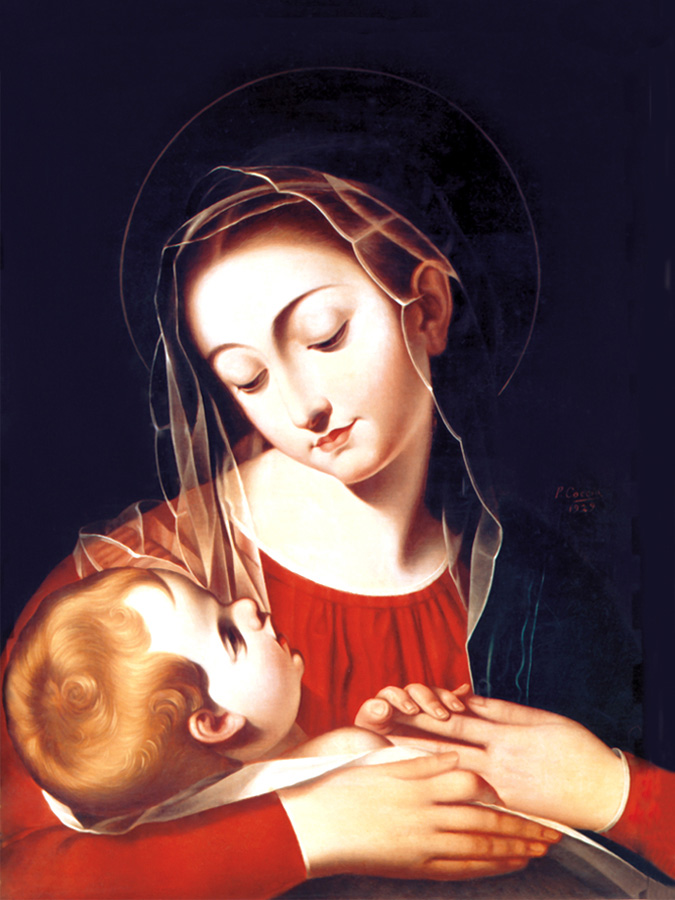
A Mãe da Divina Providência, uma designação católica para a Virgem Maria

Na doutrina do catolicismo, o Concílio Vaticano I ensina que Deus protege e governa por sua Providência tudo o que ele criou, alcançando com força de um extremo a outro e dispondo todas as coisas com doçura, pois todas as coisas estão nuas e abertas diante de seus olhos, mesmo aquelas que devem chegar pela ação livre das criaturas. No catecismo católico, a providência também atua através das ações de suas criaturas: "Para os seres humanos, Deus dá a cooperar livremente em seus desígnios".

### No espiritismo
Na doutrina espírita, os espíritos são considerados "uma das potências da natureza e os instrumentos de que Deus se serve para execução de seus desígnios providenciais". Segundo Allan Kardec, “A providência é a solicitude de Deus para com suas criaturas. Deus está em toda parte, tudo vê e tudo preside, mesmo às coisas mais insignificantes. É nisto que consiste a ação providencial".

### Providência, Mal e livre-arbítrio
Como conciliar onisciência, onipotência e benevolência divina com a existência do mal (paradoxo de Epicuro)? Qualquer reflexão sobre a providência divina está sujeita à objeção do problema do mal. E Deus sabendo tudo, todo o futuro já estaria determinado? Onde entraria assim uma Providência e o livre-arbítrio? Debates teológicos sobre essas questões foram produzidos em toda a história da filosofia clássica no judaísmo, cristianismo e islamismo. Tentativas de resolução à existência do mal são denominadas teodiceias, termo cunhado por Leibniz em seu livro Teodiceia, no qual também tentou justificar a providência e bondade divina. Elas incluem considerar a possibilidade de desordem como parte do cosmos, sem que por isso Deus seja mau ou não possa demonstrar sua Providência a longo prazo, o que foi defendido por platonistas como Plutarco; e o livre-arbítrio: a liberdade do homem na possibilidade de escolha entre bem e mal, sem anular a bondade providencial de Deus, o qual cria e conduz ao bem, embora os homens decidam pelo mal, como proposto na teodiceia agostiniana e no argumento lógico de Alvin Plantinga. Quanto ao problema da onisciência, uma das mais conhecidas propostas é o molinismo, pelo sacerdote católico Luís de Molina (1535-1600), segundo a qual Deus teria um "conhecimento médio" em que todas as infinitas possibilidades futuras das escolhas livres de cada criatura já lhe são conhecidas sem serem determinadas, mantendo-se o livre-arbítrio, e, em cada atualização pelas decisões livres na linha do tempo, Deus mobiliza novas graças providenciais já previstas para cada evento contingente. O molinismo é retomado por diversos teólogos contemporâneos, como o filósofo protestante William Lane Craig em suas análises sobre a providência. Na teologia do processo, a providência divina é considerada persuasiva, que atrai as criaturas ao bem, mas não coercitiva, a ponto de obrigar suas escolhas e o universo.

### Ciência e Ação Divina
Mais contemporaneamente, a possibilidade de uma suposta intervenção divina foi discutida em relação à atual questão científica pelos teólogos Arthur Peacocke, bioquímico, e John Polkinghorne, físico de partículas, os quais conjeturaram hipóteses de atuação divina em um universo aberto, tendo em vista os eventos emergentes que ocorrem em sistemas complexos, como a indeterminação quântica e a teoria do caos. Segundo Polkinghorne, há espaço para uma hipotética providência através de causação "top-down" (de cima para baixo), como o resultado da atuação mental das criaturas sobre o mundo, e "bottom-up" (de baixo para cima), a partir da atuação sobre partículas.